# خب العكرش
يقع خب العكرش في المملكة العربية السعودية في نجد بمنطقة القصيم ويتبع مدينة بريدة شرق بريدة وهو من الخبوب الشرقية ل بريدة قديما اما الآن فهو يعتبر وسط بريدة بعد الا تساع العمراني. وأول من سكنه هم عاتلة العجلان .